# Осувка (Більський повіт)
Осувка (пол. Osówka) — село в Польщі, у гміні Вишки Більського повіту Підляського воєводства.
Населення — 45 осіб (2011).
У 1975-1998 роках село належало до Білостоцького воєводства.

## Демографія
Демографічна структура станом на 31 березня 2011 року:
|          | Загалом | Допрацездатний вік | Працездатний вік | Постпрацездатний вік |
| -------- | ------- | ------------------ | ---------------- | -------------------- |
| Чоловіки | 25      | 4                  | 13               | 8                    |
| Жінки    | 20      | 3                  | 7                | 10                   |
| Разом    | 45      | 7                  | 20               | 18                   |